# Traqué (film)
Pour les articles homonymes, voir Traqué.
Pour plus de détails, voir Fiche technique et Distribution.
Traqué ou Chasse à l'homme en Belgique et au Québec (The Hunted) est un film américain réalisé par William Friedkin et sorti en 2003.

## Synopsis
L. T. Bonham, ancien instructeur des forces spéciales, vit aujourd'hui dans un endroit reculé des forêts de l'Oregon. Lorsque plusieurs meurtres de chasseurs sont commis dans la région, un agent du FBI lui demande conseil et l'invite sur les lieux du crime. Petit à petit, Bonham pense que ces meurtres ont été perpétrés par l'un de ses meilleurs anciens élèves, Aaron Hallam.

## Fiche technique
Sauf indication contraire, les informations mentionnées dans cette section peuvent être confirmées par la base de données cinématographiques IMDb,  présente dans la section « Liens externes ».
- Titre original : The Hunted
- Titre français : Traqué
- Titre québécois et belge : Chasse à l'homme
- Réalisation : William Friedkin
- Scénario : David Griffiths, Peter Griffiths et Art Monterastelli
- Musique : Brian Tyler
- Direction artistique : William Cruse et Beatriz Kerti
- Décors : Rick Simpson
- Costumes : Gloria Gresham
- Photographie : Caleb Deschanel
- Montage : Augie Hess
- Production : James Jacks et Ricardo Mestres

Producteurs délégués : Sean Daniel, David Griffiths, Peter Griffiths et Marcus Viscidi
Sociétés de production : Lakeshore Entertainment et Alphaville Films
- Sociétés de distribution : Paramount Pictures (États-Unis), CTV International (France), Buena Vista International (Belgique)
- Pays de production :  États-Unis
- Langue originale : anglais
- Format : couleur - 35 mm - 1,85:1 - son Dolby Digital / DTS
- Genre : thriller, action
- Durée : 94 minutes
- Dates de sortie[1] : 
  - États-Unis, Canada : 14 mars 2003
  - France, Belgique : 26 mars 2003
- Classification[2] :
  - États-Unis : R
  - France : interdit aux moins de 12 ans

## Distribution
- Tommy Lee Jones (VF : Claude Giraud ; VQ : Éric Gaudry) : L. T. Bonham
- Benicio del Toro (VF : Bernard Gabay ; VQ : François Godin) : Aaron Hallam
- Connie Nielsen (VF : Déborah Perret ; VQ : Valérie Gagné) : Abby Durrell
- Leslie Stefanson (VF : Caroline Beaune ; VQ : Isabelle Leyrolles) : Irene Kravitz
- John Finn (VF : Luc Bernard ; VQ : Louis-Georges Girard) : Ted Chenoweth
- José Zúñiga (VF : Constantin Pappas ; VQ : Benoit Éthier) : Moret
- Ron Canada (VF : Greg Germain ; VQ : Pierre Chagnon) : Harry Van Zandt
- Mark Pellegrino (VF : Yves Beneyton ; VQ : Jean-Luc Montminy) : Dale Hewitt
- Jenna Boyd (VQ : Catherine Brunet) : Loretta Kravitz
- Lonny Chapman (VF : Jacques Dynam) : Zander
- Rex Linn : Powell, le chasseur no 1
- Eddie Velez : Richards, le chasseur no 2
- Johnny Cash : le narrateur (voix, non crédité)

Sources et légendes :  Version française (VF) sur RS Doublage Version québécoise sur Doublage Québec

## Production

### Genèse et développement
L'idée de départ vient de la rencontre du réalisateur William Friedkin avec Tom Brown, un « tracker » professionnel travaillant notamment pour les forces spéciales : « Lorsque je l'ai rencontré, j'ai pu constater l'immense culpabilité qu'il ressentait pour avoir enseigné à des jeunes gens comment se déplacer sans être repéré pour tuer quelqu'un. Il avait appris que certaines cibles étaient politiques, répondant à des exigences de pouvoir. Lui-même n'avait jamais tué qui que ce soit et il a peu à peu développé cette culpabilité qui était la sienne. J'ai tout de suite eu envie de faire un film sur lui, mais jusqu'alors, je pensais à un documentaire car je ne voyais pas comment inclure une telle figure dans une histoire fictionnelle. » Tom Brown a été conseiller technique du film : « Si vous parlez à William d'un piège ou d'un appareil qui pourraient être utiles à l'histoire, sa première réaction est de vous répondre : je veux savoir comment cela fonctionne. Il en a besoin pour son sens de l'authenticité. Alors je construisais et lui montrais comment cela pouvait tuer. Et les accessoiristes s'en inspiraient. »

### Attribution des rôles
Tommy Lee Jones avait déjà été dirigé par William Friedkin dans L'Enfer du devoir (2000), un film se déroulant dans l'armée.
Les deux acteurs principaux ont suivi un entraînement intensif de survie en milieu sauvage, deux heures par jour et trois ou quatre jours par semaine. Ils étaient coachés par Tom Brown, qui a inspiré le film. Les deux acteurs ont également été préparés au maniement des armes blanches. Tommy Lee Jones a notamment déclaré : « J'en sais maintenant plus sur ce type de combat au couteau que je ne pouvais souhaiter en savoir. »
Plusieurs figurants incarnant des membres des forces de l'ordre sont de véritables policiers. De plus, la plupart des personnages appartenant au FBI le sont réellement et certains sont même des amis du réalisateur William Friedkin.

### Tournage
Le tournage se déroule principalement à Portland, ainsi que dans d'autres lieux de l'Oregon (gorge du Columbia, Oregon City, mont Hood, Salem, etc.) et dans l'État de Washington (Elwha River et Port Angeles).
Benicio Del Toro s'est blessé en répétant une scène de combat avec Tommy Lee Jones. Selon les témoignages, l'acteur se serait cassé le poignet ou sectionné des tendons.
Le chanteur Johnny Cash office — de manière non créditée — comme narrateur.

## Accueil

### Critique
Le film récolte principalement des avis négatifs. Sur l'agrégateur américain Rotten Tomatoes, il ne récolte que 29% d'opinions favorables, pour 146 critiques comptabilisés. Sur Metacritic, il obtient une moyenne de 40/100 pour 34 critiques.
En France, le film obtient une moyenne de 3,4/5, pour 18 titres de presse recensés. Du côté des avis positifs, Vincent Malausa des Cahiers du cinéma écrit notamment « Avec Traqué, film de studio très calibré, vient la confirmation d'une remise en selle inespérée de William Friedkin ». Grégoire Bénabent, du site Chronic'art.com, souligne quant à lui que « La mise en scène épouse l'aspect sensitif et animal des personnages, le point de vue est sans cesse ramené à la sensation, d'où le côté abrupt et mutique de Traqué, qui s'éloigne ainsi franchement du film d'action classique, jusque dans les surprenantes scènes de combat ». Dans Le Parisien, Pierre Vavasseur écrit notamment « Sur la base d'un thriller classique, voilà un film qui fonctionne sur une tension grandissante. Le duel final, façon course-poursuite, est réussi ». Bertrand Loutte des Inrockuptibles pense que c'est « un film d'action haletant, aux confins de l'abstrait, qui marque le grand retour de Friedkin ». Dans Première, Christophe Narbonne apprécie le « style inimitable » du réalisateur, qui « met en scène ce jeu de chat et de la souris à la manière d'un documentaliste animalier : les sens en alerte, traqueur et traqué se rendent coup pour coup avec, en filigrane, une réflexion ambiguë sur les notions de patriotisme et de culpabilité ». Vincent Ostria de L'Humanité apprécie globalement le film mais remarque qu'il est « en deçà de son modèle, Rambo ».
Du côté des avis négatifs, Jacques Morice écrit dans Télérama que le film « tourne à la mascarade » et se demande si ce n'est pas un « manifeste pour le retour à une guerre noble ». Dans Zurban, Eric Quéméré écrit « Si elle n'est guère nouvelle, l'idée d'opposer en un combat sans merci un pygmalion et sa créature était au moins prometteuse. Sauf que William Friedkin évacue ici toute dimension psychologique, et s'en tient à des scènes de courses-poursuites qui s'essoufflent vite ».

### Box-office
Le film rencontre un échec commercial au box-office, démarrant à la troisième place pour son premier week-end à l'affiche aux États-Unis avec 13,5 millions de $ dans 2 516 salles, ce qui constitue un résultat décevant, avant de connaître une forte chute le week-end de 51,7% par rapport à son démarrage avec 6,5 millions de $, pour un cumul de 23,4 millions de $ depuis sa sortie,. Après onze semaines d'exploitation, le long-métrage totalise 34,2 millions de $ et 11,9 millions de $ à l'international, pour un cumul mondial de 46 millions de $, ce qui ne permettra pas à la Paramount, qui le distribue, à rembourser les frais de production et de marketing,.
La raison probable du flop de Traqué pourrait être imputé au mauvais bouche-à-oreille du film en raison de l'accueil négatif de la critique. Il s'agit du dernier film réalisé par William Friedkin à nécessiter un gros budget.
| Pays ou région    | Box-office      | Date d'arrêt du box-office | Nombre de semaines |
| ----------------- | --------------- | -------------------------- | ------------------ |
| États-Unis Canada | 34 244 097 $    | 29 mai 2003                | 11                 |
| France            | 214 776 entrées |                            |                    |
| Mondial           | 45 496 534 $    | -                          | -                  |

## Distinctions
- Nominations aux Golden Trailer Awards 2003 : bande-annonce du meilleur film d'action et du meilleur film d'horreur ou thriller[15]